# Nadryby (hradiště)
Nadryby jsou pravěké sídliště a raně středověké hradiště jihovýchodně od stejnojmenné vesnice. Nachází se na pravém břehu řeky Berounky v katastrálním území Kříše u Břas v okrese Rokycany.

## Historie
Lokalita byla osídlena již v eneolitu, kdy se na ní nacházelo výšinné sídliště chamské kultury. Zlomky eneolitické keramiky se nalézají na větším území, než je opevněná plocha, a proto se předpokládá, že hradiště vzniklo až v době raného středověku okolo roku 800. Funkce hradiště je nejistá. Přibližně ve stejné době stávalo o pouhých 200 metrů jižněji větší hradiště u Střapole. Malé hradiště Nadryby proto mohlo plnit strážní nebo kontrolní funkci.

## Stavební podoba
Hradiště na skalnatém ostrohu má rozlohu pouze 0,4 hektaru. Pozůstatky opevnění se skládají z příkopu širokého 1,5–3 metry, za kterým stojí val. Střední část příkopu o šířce 1,5 metru nebyla prokopána a severní část valu je vyšší, zatímco jižní část je velmi nízká. Předpokládá se proto, že stavba opevnění nebyla dokončena.